# Szilágyi Arabella
Szilágyi Arabella (szül: Spiegel Arabella) (Sárvár, 1861. november 17.– Budapest, 1918. április 27.) magyar opera-énekesnő (szoprán).

## Családja és származása
Zsidó családban született. Édesapja, Spiegel Albert, édesanyja, Heimer Amália (1840–1916) volt. Egyetlen édestestvére, Spiegel Kamilla (1868–1938), Hajdú Pál főtanácsosnak a felesége volt.
Arabella egyetlen leánya az ismeretlen apától való dr. Szilágyi Ágota Walburga Fidelia (Budapest, 1881. december 2.–†?), nyelvész, történelem tudós volt. Dr. Szilágyi Ágota 1903. november 10-én Budapesten, házasságot kötött ifjabb Fedák István (1875–1921), gazdasági titkárral, városi rendőr-kapitánnyal, aki Fedák Sári színésznő bátyja volt. Férje halála után igen hamarosan dr. Szilágyi Ágota újra férjhez ment 1921. december 14-én Budapesten; a második férje a nemesi származású hegyeshalmi Fischer Ödön (1867–1925), gazdasági felügyelő lett.

## Élete
1880–81-ben már fellépett a Nemzeti Színházban, majd Bécsben Csillag Rózánál tanult. 1886-ban lett az Operaház tagja. Fellépése a Säckingeni trombitás (Nessler) női főszerepében a színház történetének egyik leghatalmasabb bukása volt. Később, igazán valódi primadonnát Gustav Mahler nevelt belőle. A korabeli kritikák tanúsága szerint sikerrel énekelte Brünnhildét "A walkür" 1889-es magyarországi bemutatóján, Gustav Mahler vezényletével. Ő volt az első Santuzza (Mascagni: Parasztbecsület) az Operaház bemutatóján, amely három héttel a római ősbemutató után zajlott le, 1890. decemberben. Gustav Mahler távozását követően eltűnt a színházból. Nikisch Arthur 1894-ben ismét visszaszerződtette, mert az 1890-es években ő volt a drámai szerepek egyetlen lehetséges alakítója. 1898 után hangverseny-énekesként lépett fel. 1908-tól a Fodor zeneiskolában énektanítással foglalkozott.

## Főszerepei
- Brünhilde (Wagner: A walkür, Siegfried, Istenek alkonya)
- Ortrud (Wagner: Lohengrin)
- Sába királynője (Goldmark Károly)
- Donna Anna (Mozart: Don Giovanni)
- Santuzza (Mascagni: Parasztbecsület)
- Piroska (Mihalovich Ö.: Toldi szerelme)